# Coptops pacificus
Coptops pacificus är en skalbaggsart som beskrevs av Stefan von Breuning 1968. Coptops pacificus ingår i släktet Coptops och familjen långhorningar. Inga underarter finns listade i Catalogue of Life.